# Biografielijst Og

## Oga
- George Ogăraru (1980), Roemeens voetballer
- Tsuyoshi Ogata (1973), Japans atleet
- Roman Ogaza (1952-2006), Pools voetballer

## Ogg
- Andreas Oggenfuss (1978), Zwitsers atleet

## Ogo
- Emmanuel Ogoli (1989-2010), Nigeriaans voetballer

## Ogr

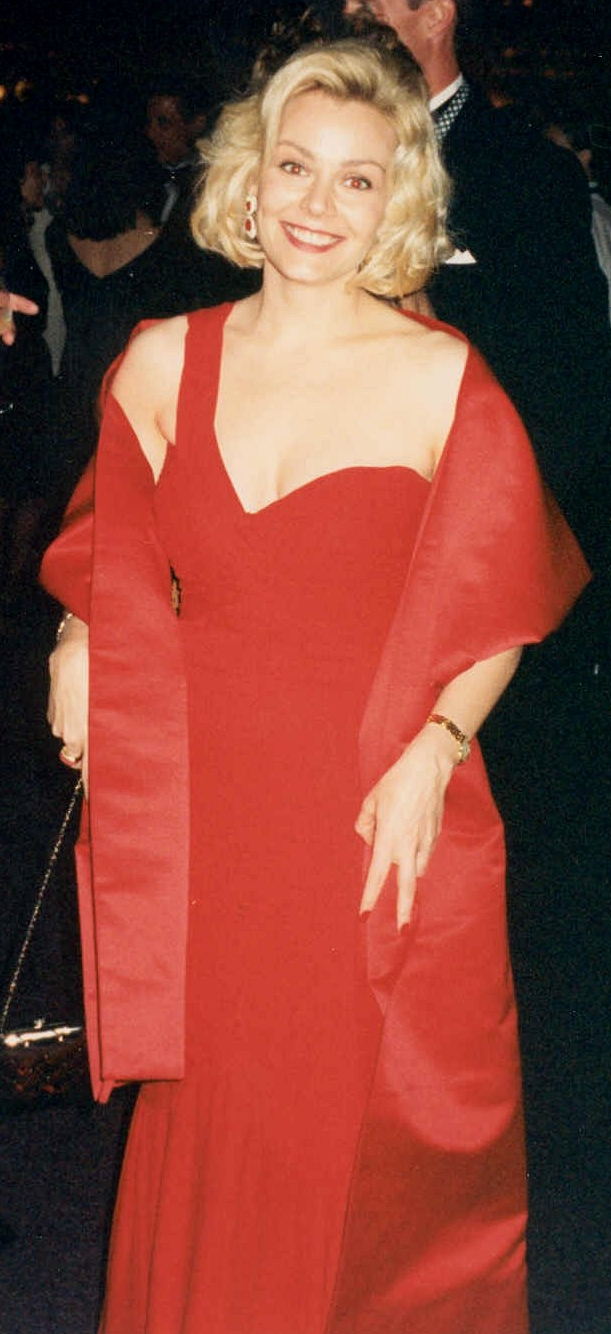
Gail O'Grady

- Gail O'Grady (1963), Amerikaans actrice
- Stuart O'Grady (1973), Australisch wielrenner

## Ogu
- Femi Ogunode (1991), Qatarees atleet
- Ai Ogura (2001), Japans motorcoureur